# Noord-Thürings voetbalkampioenschap
Het Noord-Thürings voetbalkampioenschap  was een van de regionale voetbalcompetities van de Midden-Duitse voetbalbond, die bestond van 1909 tot 1933. De kampioen plaatste zich telkens voor de Midden-Duitse eindronde en maakte zo ook kans op de nationale eindronde.
Er was al van 1905 een competitie in Thüringen, die eerst als tweede klasse en vanaf 1907 als eerste klasse fungeerde. Deze werd in 1909 gesplitst in een Noord- en Oost-Thüringse competitie. 
In 1918 werd de competitie geherstructureerd. De competities van Noord-, Oost-, Zuid- en West-Thüringen en die van Wartburg werden verenigd in de Thüringenliga. In 1919 voerde de Midden-Duitse bond in al zijn competities een herschikking door die Thüringen al een jaar eerder gedaan had. De competitie kreeg wel de nieuwe naam Kreisliga Thüringen. In 1923 besliste de bond om de Kreisliga af te voeren en de vooroorlogse competities in ere te herstellen, allen onder de naam Gauliga. 
In 1933 kwam de Nationaalsocialistische Duitse Arbeiderspartij aan de macht en werden de overkoepelende voetbalbonden en hun talloze onderverdelingen opgeheven om plaats te maken voor de nieuwe Gauliga. De kampioen en vicekampioen plaatsten zich voor de Gauliga Mitte. Twee clubs plaatsten zich voor de Bezirksklasse Thüringen, die nu de tweede klasse werd. De overige clubs bleven in de competitie, die nu, onder de naam Kreisklasse Nordthüringen, de derde klasse werd. 

## Erelijst
- 1910 SC Erfurt 1895
- 1911 SC Erfurt 1895
- 1912 SC Erfurt 1895
- 1913 SV 01 Gotha
- 1914 SC Erfurt 1895
- 1916 SpVgg 02 Erfurt
- 1917 SC Erfurt 1895
- 1918 SC Erfurt 1895
- 1924 SC Erfurt 1895
- 1925 SpVgg 02 Erfurt
- 1926 SpVgg 02 Erfurt
- 1927 SC Erfurt 1895
- 1928 VfB Erfurt
- 1929 SpVgg 02 Erfurt
- 1930 SpVgg 02 Erfurt
- 1931 SC Stadtilm
- 1932 SC Erfurt 1895
- 1933 SC Erfurt 1895

### Seizoenen eerste klasse
Hieronder overzicht seizoenen van de Noord-Thüringse competitie (1909-1914, 1915-1918, 1923-1933). De seizoenen van de clubs die in de 1. Klasse Thüringen (1907-1909) speelden en later in de Noord-Thüringse competitie zijn hierbij geteld. De seizoenen van de Noord-Thüringse competitie als tweede klasse zijn hier niet bijgeteld, wel de vijf seizoenen van de Thüringenliga en Kreisliga (1918-1923). Clubs uit Eisenach, Gotha en Mühlhausen verhuisden na 1915 naar de nieuwe Wartburgse competitie. 
| Club                        | /25 | Periode (1907-1914, 1915-1933)             |
| --------------------------- | --- | ------------------------------------------ |
| SC Erfurt 1895              | 25  | 1907-1914, 1915-1933                       |
| VfB 1904 Erfurt             | 25  | 1907-1914, 1915-1933                       |
| SpVgg 02 Erfurt             | 20  | 1912-1914, 1915-1933                       |
| FC Borussia Erfurt          | 15  | 1908-1909, 1911-1914, 1915-1926            |
| FV 1907 Germania Ilmenau    | 14  | 1913-1914, 1920-1933                       |
| SC 1911 Stadtilm            | 9   | 1924-1933                                  |
| Sportring BV 1897 Erfurt    | 9   | 1924-1933                                  |
| SV 1909 Arnstadt            | 9   | 1923-1924, 1925-1933                       |
| MTV 1897 Erfurt             | 9   | 1909-1914, 1915-1916, 1917-1918, 1922-1924 |
| BC 07 Arnstadt              | 7   | 1924-1930, 1931-1932                       |
| SV Erfurt 1905              | 6   | 1909-1910, 1921-1926                       |
| SV 1901 Gotha               | 6   | 1907-1909, 1910-1914                       |
| BC Teutonia 1902 Erfurt     | 5   | 1907-1912                                  |
| TSV Schwarz-Weiß Erfurt     | 5   | 1926-1931                                  |
| FC Saxonia Erfurt           | 5   | 1912-1914, 1915-1918                       |
| FC Germania 1899 Mühlhausen | 5   | 1905-1909, 1910-1914                       |
| FC Teutonia Mühlhausen      | 5   | 1908-1909, 1910-1914                       |
| TSG Gispersleben            | 4   | 1929-1933                                  |
| VfB Sömmerda                | 4   | 1928-1929, 1930-1933                       |
| Erfurter SV Germania        | 3   | 1909-1912                                  |
| BC 1900 Erfurt              | 3   | 1910-1913                                  |
| Post SV Erfurt              | 2   | 1927-1928, 1932-1933                       |
| SC Erfurt 1895 II           | 2   | 1912-1914                                  |
| Erfurter TS                 | 2   | 1915-1916, 1923-1924                       |
| SpVgg 1907 Arnstadt         | 2   | 1922-1924                                  |
| BC 1918 Erfurt              | 1   | 1926-1927                                  |
| SV Hohenzollern Ilmenau     | 1   | 1915-1916                                  |
| Wacker Erfurt               | 1   | 1924-1925                                  |
| FC Wartburg Eisenach        | 1   | 1908-1909                                  |

1909/10 · 1910/11 · 1911/12 · 1912/13 · 1913/14 · 1914/15 · 1915/16 · 1916/17 · 1917/18 · 1923/24 · 1924/25 · 1925/26 · 1926/27 · 1927/28 · 1928/29 · 1929/30 · 1930/31 · 1931/32 · 1932/33